# Xiaochengzi (köping i Kina, Inre Mongoliet, lat 41,76, long 118,99)
Xiaochengzi (kinesiska: 小城子, 小城子镇) är en köping i Kina. Den ligger i den autonoma regionen Inre Mongoliet, i den norra delen av landet, omkring 620 kilometer öster om regionhuvudstaden Hohhot. Antalet invånare är 25208. Befolkningen består av 12 153 kvinnor och 13 055 män. Barn under 15 år utgör 15,0 %, vuxna 15-64 år 76 %, och äldre över 65 år 7,0 %.
Genomsnittlig årsnederbörd är 625 millimeter. Den regnigaste månaden är juni, med i genomsnitt 162 mm nederbörd, och den torraste är januari, med 2 mm nederbörd.